# Lijst van nummer 1-hits in de Graadmeter in 2022
Deze lijst bevat de nummer 1-hits in de Graadmeter van Pinguin Radio in 2022. De posities in de Graadmeter zijn negatief; het gaat hier dus eigenlijk om de nummer -1-hits.
| Datum        | Artiest            | Titel                           |
| ------------ | ------------------ | ------------------------------- |
| 2 januari    | Porcupine Tree     | Harridan                        |
| 9 januari    | Coach Party        | FLAG (Feel Like A Girl)         |
| 16 januari   | IST IST            | Extreme Greed                   |
| 23 januari   | IST IST            | Extreme Greed                   |
| 30 januari   | Stereophonics      | Do Ya Feel My Love?             |
| 6 februari   | The Mysterines     | The Bad Thing                   |
| 13 februari  | The Haunted Youth  | Gone                            |
| 20 februari  | Fontaines D.C.     | Jackie Down The Line            |
| 27 februari  | Fontaines D.C.     | Jackie Down The Line            |
| 6 maart      | Archive            | Fear There & Everywhere         |
| 13 maart     | Band of Horses     | In Need of Repair               |
| 20 maart     | Franz Ferdinand    | Curious                         |
| 27 maart     | The Afghan Whigs   | I'll Make You See God           |
| 3 april      | The Afghan Whigs   | I'll Make You See God           |
| 10 april     | The Mysterines     | Dangerous                       |
| 17 april     | The Mysterines     | Dangerous                       |
| 24 april     | Arcade Fire        | The Lightning I, II             |
| 1 mei        | Arcade Fire        | The Lightning I, II             |
| 8 mei        | Arcade Fire        | The Lightning I, II             |
| 15 mei       | Meatbodies         | Reach For The Sunn              |
| 22 mei       | Pit Pony           | Black Tar                       |
| 29 mei       | Working Men's Club | Widow                           |
| 5 juni       | Wunderhorse        | Butterflies                     |
| 12 juni      | The Haunted Youth  | Shadows                         |
| 16 juni      | Coach Party        | Nothing Is Real                 |
| 26 juni      | Fontaines D.C.     | Roman Holiday                   |
| 3 juli       | Fontaines D.C.     | Roman Holiday                   |
| 10 juli      | The Haunted Youth  | Broken                          |
| 17 juli      | Arcade Fire        | Age of Anxiety I                |
| 24 juli      | Moon Moon Moon     | Forest Ln. 16                   |
| 31 juli      | bdrmm              | Three                           |
| 7 augustus   | Die Nerven         | EUROPA                          |
| 14 augustus  | Die Nerven         | EUROPA                          |
| 21 augustus  | Moss               | Simplify It                     |
| 28 augustus  | Elephant           | Hometown                        |
| 4 september  | Lord Huron         | Ton Autre Vie feat. Sarah Dugas |
| 11 september | A.A. Williams      | Evaporate                       |
| 18 september | A.A. Williams      | Evaporate                       |
| 25 september | THUS LOVE          | In Tandem                       |
| 2 oktober    | Horsegirl          | Option 8                        |
| 9 oktober    | All Them Witches   | Tiger's Pit                     |
| 16 oktober   | Yeah Yeah Yeahs    | Burning                         |
| 23 oktober   |                    |                                 |
| 30 oktober   | Plains             | Problem With It                 |
| 6 november   | Suede              | Turn Off Your Brain and Yell    |
| 13 november  | Suede              | Turn Off Your Brain and Yell    |
| 20 november  | Sprints            | Literary Mind                   |
| 27 november  | LCD Soundsystem    | new body rhumba                 |
| 4 december   | Puma Blue          | Hounds                          |
| 11 december  | DIRK.              | Idiot Paradise                  |
| 18 december  | DIRK.              | Idiot Paradise                  |
| 25 december  | DIRK.              | Idiot Paradise                  |